# Methanopyrus
A Methanopyrus a Methanopyraceae családba tartozó Archaea-nemzetség. Az archeák – ősbaktériumok – egysejtű, sejtmag nélküli prokarióta szervezetek.

### Tudományos folyóiratok
- Kurr M (1991). „Methanopyrus kandleri, gen. and sp. nov. represents a novel group of hyperthermophilic methanogens, growing at 110°C”. Arch. Microbiol. 156 (4), 239–247. o. DOI:10.1007/BF00262992.

### Tudományos könyvek
- Huber R.szerk.: DR Boone: Family I. Methanopyralceae fam. nov., Bergey's Manual of Systematic Bacteriology Volume 1: The Archaea and the deeply branching and phototrophic Bacteria, 2nd, New York: Springer Verlag, 169. o. (2001. március 20.). ISBN 978-0-387-98771-2

### Tudományos adatbázisok
- Methanopyrus PubMed hivatkozásai
- Methanopyrus PubMed Central hivatkozásai
- Methanopyrus Google Scholar hivatkozásai